# Тешебаев, Гапар
Гапа́р Тешеба́ев (кирг. Гапар Тешебаев; 1928 год, село Орнок, Ошский округ — 2008, с. Кенеш, Ноокатский район, Ошская область) — табаковод, бригадир колхоза имени Салиевой Наукатского района Ошской области, Киргизская ССР. Герой Социалистического Труда (1971). Мастер социалистического земледелия Киргизской ССР (1967).

## Биография
Родился в 1928 году в крестьянской семье в селе Орнок (ныне — Ноокатский район Ошской области).
С 1946 года трудился разнорабочим в колхозе имени Салиевой Наукатского района. В 1953 году вступил в КПСС. С 1962 года возглавлял бригаду по возделыванию табака.
В 1970 году бригада Гапара Тешебаева собрала в среднем по 29 центнеров табачного листа с каждого гектара на участке площадью 46 гектаров. Указом Президиума Верховного Совета СССР от 8 апреля 1971 года удостоен звания Героя Социалистического Труда «за выдающиеся успехи, достигнутые в развитии сельскохозяйственного производства и выполнении пятилетнего плана продажи государству продуктов земледелия и животноводства» с вручением ордена Ленина и золотой медали Серп и Молот.
Проживал в родном селе Орнок.
Скончался в 2008 году.